# Château de Schkopau
Le château de Schkopau (Schloß Schkopau), autrefois Skopau, est un château situé à l’est de Schkopau en Saxe-Anhalt, entre la ville et la Saale. Ce château a appartenu pendant 468 ans à la famille von Trotha.

## Histoire
Un petit fort est mentionné au IXe siècle à l’époque de Charlemagne à cet endroit. Il est transformé en château fort au XIIe siècle sous le nom de Scapowe et cité en 1215, lorsque Frédéric II de Hohenstaufen en fait don à l’abbaye de Magdebourg. Ce château et ses terres, Hus tu Schapow, sont donnés à la famille von Trotha en 1477. Ceux-ci reconstruisent la partie sud, comme partie d’habitation, le donjon de 11 mètres est intégré au nouveau bâtiment, toujours entouré de douves.
La partie nord du château brûle en 1830 et le château est partiellement rebâti en style néorenaissance en 1876, en deux corps de bâtiment.
La famille von Trotha est expropriée et son dernier propriétaire, Thilo von Trotha (1882 † 1969), chassé en octobre 1945. Les autorités municipales y installent leurs bureaux ainsi que ceux du combinat de Buna.
Le château est vendu en 1996 à un entrepreneur du nom de Broda qui le restaure entre 1997 et 2004 pour être transformé actuellement en hôtel quatre étoiles.

## Source
- (de) Cet article est partiellement ou en totalité issu de l’article de Wikipédia en allemand intitulé « Schloss Schkopau » (voir la liste des auteurs).